# 都千代
都千代（日语：／ Miyako Chiyo，1901年5月2日—2018年7月22日）是一名日本超級人瑞，居住在神奈川縣横濱市西區。她曾是日本在世最年長者和世界在世最年長者（2018年4月21日－2018年7月22日），也是最後一個於1901年（明治三十四年）出生的人。她過世時名列有史以來獲驗證之最長壽者名單高居第7名。2018年4月21日繼田島鍋成為在世最年長者，7月22日田中加子成為下一位紀錄保持人。

## 長壽紀錄
- 2015年
  - 12月5日，時任神奈川縣最年長者，日本在世最年長者第二名、1901年（明治三十四年）3月4日生石黑喜代子（日语：／ Ishiguro Kiyako）逝世，她繼承了喜代子的这兩個頭銜[4][1]。
- 2017年
  - 12月15日，西班牙超級人瑞安娜·瑪麗亞·貝拉·魯比歐過世（1901年10月29日生），都千代成為最後一位出生於1901年的超級人瑞[5]。
- 2018年
  - 3月10日，以116歲312天之齡超越美國超級人瑞蘇珊娜·瓊斯的紀錄（116歲311天），躋身史上最長壽者前10名。
  - 4月15日，以116歲348天之齡超越厄瓜多超級人瑞瑪利亞·以瑟·笛·卡波維亞的紀錄（116歲347天），成為史上最長壽者第9名。
  - 4月21日，其同胞暨在世最長壽者田島鍋以117歲260天高齡過世，都千代成為新任在世最長壽者[6]。
  - 5月2日，117歲大壽，成為史上第9位無爭議活到117歲的人。
  - 5月30日，以117歲28天之齡超越同胞大川美佐緒的紀錄（117歲27天），成為史上最長壽者第8名，也成為日本的第2名。
  - 7月6日，義大利超級人瑞喬希琵娜‧波耶陶-法勞（1902年5月30日生）過世，都千代成為最後一位出生於1903年之前的超級人瑞。
  - 7月8日，以117歲67天之齡超越美國超級人瑞德爾菲亞·威爾福德的紀錄（117歲66天），躋身史上最長壽者前7名。
  - 7月22日，以117歲81天之齡逝世[7]，其同胞田中加子成為新任在世最長壽者。